# Sex on Fire
«Sex On Fire» es el primer sencillo tomado del cuarto álbum de la banda estadounidense Kings of Leon, Only by the Night. Esta canción les dio a Kings of Leon su primer número uno en Australia, Finlandia, Irlanda y Reino Unido donde fue la segunda canción más descargada. También ganó bastante popularidad en los Estados Unidos alcanzando el número uno en el Hot Modern Rock Tracks y el puesto 56 en el Billboard Hot 100. En 2008, la canción fue nominada en los premios Grammy como mejor canción rock y ganó el premio a mejor interpretación rock de un dúo o grupo con vocalista.
La canción está disponible como contenido descargable en el juego Rock Band, y también en Guitar Hero 5.

## Video musical
El vídeo musical de "Sex on Fire" fue dirigido por Sophie Muller.

## Letra
Letra original y traducida al español Sex On Fire

## Listado de canciones

### Vinilo de 7"
1. "Sex on Fire"
2. "Beneath the Surface"

### CD
1. "Sex on Fire"
2. "Knocked Up" (Live @ Oxegen '08)

## Posicionamiento en listas
| Listas (2008)                         | Mejor posición |
| ------------------------------------- | -------------- |
| Alemania (Offizielle Deutsche Charts) | 33             |
| Australia (ARIA)                      | 1              |
| Austria (Ö3 Austria Top 40)           | 29             |
| Bélgica (Flandes) (Ultratop 50)       | 9              |
| Canadá (Canadian Hot 100)             | 22             |
| Dinamarca (Tracklisten)               | 7              |
| Eslovaquia (Rádio Top 100)            | 60             |
| Estados Unidos (Billboard Hot 100)    | 56             |
| Estados Unidos (Alternative Airplay)  | 1              |
| European Hot 100                      | 6              |
| Finlandia (OFC)                       | 1              |
| Irlanda (IRMA)                        | 1              |
| Nueva Zelanda (Recorded Music NZ)     | 2              |
| Países Bajos (Mega Single Top 100)    | 16             |
| Reino Unido (UK Singles Chart)        | 1              |
| Suecia (Sverigetopplistan)            | 16             |
| Suiza (Schweizer Hitparade)           | 54             |